# Richard Simmons (acteur)
Pour les articles homonymes, voir Simmons et Richard Simmons.

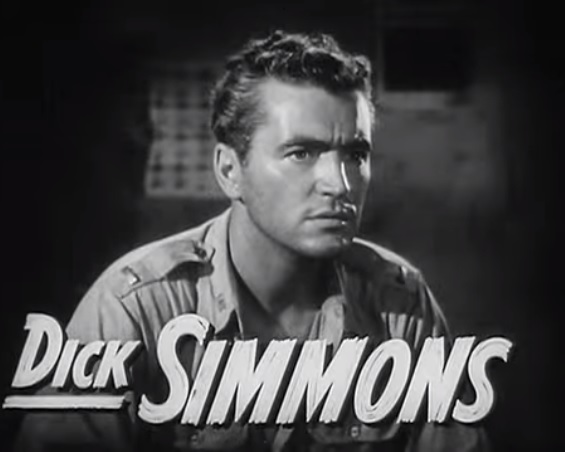
Dans Pilot N° 5 (1943, bande-annonce)

Richard Simmons, né le 19 août 1913 à Saint Paul (Minnesota) et mort le 11 janvier 2003 à Oceanside (Californie), est un acteur américain (souvent crédité Dick Simmons).

## Biographie
Au cinéma, Richard Simmons contribue à soixante-quatorze films américains (dont des films de guerre, des films musicaux et des westerns) sortis entre 1936 et 1971, année où il se retire.
Parmi ses films notables, mentionnons Sept amoureuses de Frank Borzage (1942, avec Kathryn Grayson et Marsha Hunt), Dans une île avec vous de Richard Thorpe (1948, avec Peter Lawford et Esther Williams), Le Cirque infernal de Richard Brooks (1953, avec Humphrey Bogart et June Allyson) et La Brigade du diable d'Andrew V. McLaglen (son avant-dernier film, 1968, avec William Holden et Cliff Robertson).
À la télévision américaine, outre un téléfilm en 1971 (son avant-dernière prestation à l'écran), il apparaît dans trente-sept séries (notamment de western) entre 1953 et 1971, sa principale étant Sergeant Preston of the Yukon (en) (intégrale en 78 épisodes, 1955-1958), où il tient le rôle-titre. Citons également Histoires du siècle dernier (un épisode, 1954), Rawhide (un épisode, 1963) et Les Aventuriers du Far West (huit épisodes, 1965-1969).
Richard Simmons meurt en 2003, à 89 ans.

## Filmographie partielle

### Cinéma
- 1940 : Tumak, fils de la jungle (One Million B. C.) d'Hal Roach et Hal Roach Jr. : un membre de la tribu Shell
- 1941 : Sergent York (Sergeant York) d'Howard Hawks : un soldat marchant
- 1942 : Sept amoureuses (Seven Sweethearts) de Frank Borzage : Paul Brandt
- 1942 : Le Cargo des innocents (Stand By for Action) de Robert Z. Leonard : Lieutenant Royce
- 1943 : La Parade aux étoiles (Thousands Cheer) de George Sidney : Capitaine Fred Avery
- 1943 : Pilot N° 5 (Pilot #5) de George Sidney : Henry Willoughby Claven
- 1947 : Le Souvenir de vos lèvres (This Time for Keeps) de Richard Thorpe : Gordon
- 1947 : La Dame du lac (Lady in the Lake) de Robert Montgomery : Chris Lavery
- 1948 : Le Pirate (The Pirate) de Vincente Minnelli : un capitaine
- 1948 : Dans une île avec vous (On an Island with You) de Richard Thorpe : George Blaine
- 1948 : Parade de printemps (Easter Parade) de Charles Walters : Al, assistant de Ziegfeld
- 1948 : Les Trois Mousquetaires (The Three Musketeers) de George Sidney : Comte de Wardes
- 1948 : Acte de violence (Act of Violence) de Fred Zinnemann : un vétéran
- 1949 : La Fille de Neptune (Neptune's Daughter) d'Edward Buzzell : M. Magoo
- 1949 : Le Grand Tourbillon (Look for Silver Lining) de David Butler : Henry Doran
- 1949 : Passion fatale (The Great Sinner) de Robert Siodmak : un joueur
- 1950 : Jamais deux sans toi (Duchess of Idao) de Robert Z. Leonard : Alec I. Collins
- 1950 : Pour plaire à sa belle (To Please a Lady) de Clarence Brown : l'annonceur du show radiophonique de Regina
- 1950 : Les Âmes nues (Dial 1119) de Gerald Mayer : l'annonceur à la télévision
- 1951 : Laisse-moi t'aimer (Mr. Imperium) de Don Hartman : un colonel de l'U. S. Air Force
- 1951 : Discrétion assurée (No Questions Asked) d'Harold F. Kress : Gordon N. Jessman
- 1951 : Le Puits (The Well) de Leo C. Popkin et Russell Rouse : Mickey
- 1951 : La Femme de mes rêves (I'll See You in My Dreams) de Michael Curtiz : Egbert Bert Van Alstyne
- 1952 : La Ruelle du péché (Glory Alley) de Raoul Walsh : Dan
- 1952 : I Dream of Jeanie d'Allan Dwan : Dunning Foster
- 1952 : Les Diables de l'Oklahoma (Thunderbirds) de John H. Auer : Capitaine Norton
- 1952 : Le Grand Secret (Above and Beyond) de Melvin Frank et Norman Panama : Bob Lewis
- 1953 : Le Cirque infernal (Battle Circus) de Richard Brooks : Capitaine Norson
- 1953 : La Femme qui faillit être lynchée (The Woman They Almost Lynched) d'Allan Dwan : un capitaine de l'armée
- 1953 : Drôle de meurtre (Remains to Be Seen) de Don Weis : le maître de cérémonie
- 1953 : So This Is Love de Gordon Douglas : un acteur (numéro Time On My Hands)
- 1953 : Désir d'amour (Easy to Love) de Charles Walters : le maître de cérémonie au Citrus Queen Contest
- 1954 : L'Escadrille panthère (Men of the Fighting Lady) d'Andrew Marton : Lieutenant Wayne Kimbrell
- 1954 : Fenêtre sur cour (Rear Window) d'Alfred Hitchcock : un homme chez Mlle Torso
- 1954 : Brigadoon de Vincente Minnelli : un patron de club new-yorkais
- 1954 : Sur la trace du crime (Rogue Cop) de Roy Rowland : le détective Ralston
- 1954 : Une étoile est née (A Star Is Born) de George Cukor : un producteur / un bienfaiteur
- 1954 : La Dernière Fois que j'ai vu Paris (The Last Time I Saw Paris) de Richard Brooks : un officier américain
- 1955 : Les Pièges de la passion (Love Me or Leave Me) de Charles Vidor : le réalisateur de la scène de danse
- 1955 : Un pitre au pensionnat (You're Never Too Young) de Norman Taurog : un professeur
- 1955 : Duel d'espions (The Scarlet Coat) de John Sturges : un sergent avec le signaleur
- 1955 : Beau fixe sur New York (It's Always Fair Weather) de Stanley Donen et Gene Kelly : M. Grigman
- 1962 : Les Trois Sergents (Sergeants 3) de John Sturges : Colonel William Collingwood
- 1964 : Les Sept Voleurs de Chicago (Robin and the 7 Hoods) de Gordon Douglas : le procureur
- 1968 : La Brigade du diable (The Devil's Brigade) d'Andrew V. McLaglen : Général Bixby

### Télévision
(séries)

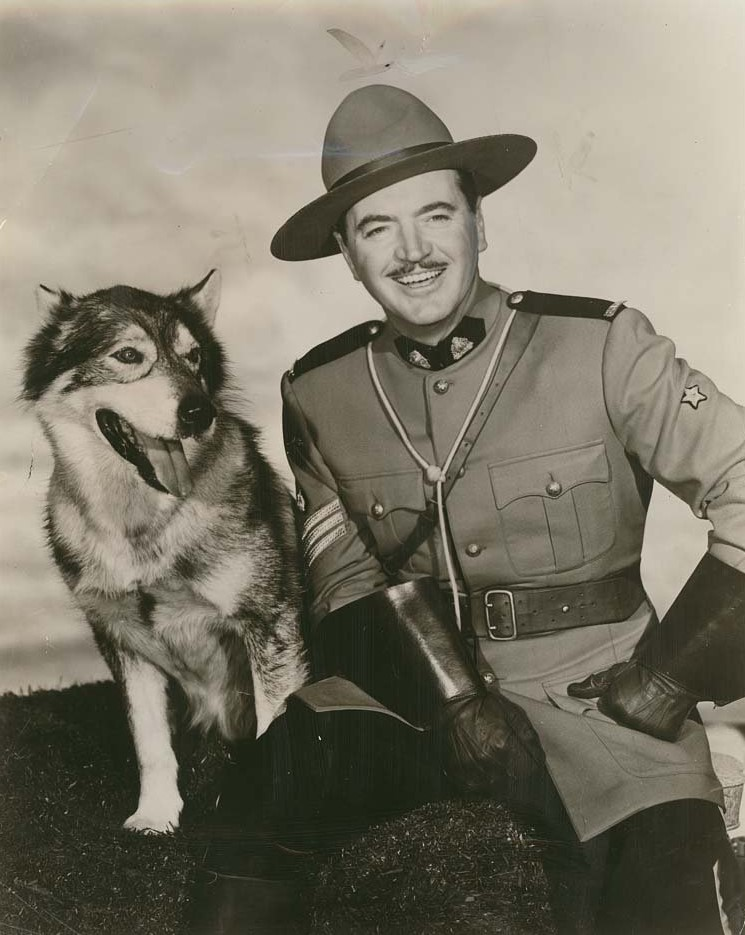
Dans Sergeant Preston of the Yukon (photo promotionnelle, 1956)

- 1954 : Histoires du siècle dernier (Stories of the Century), saison 1, épisode 25 Prairie en flammes (Ben Thompson) de William Witney : Ben Thompson
- 1955-1958 : Sergeant Preston of the Yukon (en), 3 saisons, 78 épisodes (intégrale) : Sergent Preston
- 1962 : Les Hommes volants (Ripcord), saison 1, épisode 23 Diplomatic Mission : Jock Sutherland
- 1963 : Lassie, saison 9, épisodes 21 et 22 The Journey (Parts III & IV) de William Beaudine : Sergent-Major Hardwick
- 1963 : Rawhide, saison 6, épisode 3 El Crucero (Incident at El Crucero) d'Earl Bellamy : l'étranger
- 1963 : Perry Mason, saison 7, épisode 55 The Case of the Decadent Deam d'Earl Bellamy : M. Ogden
- 1964 : Les Monstres (The Munsters), saison 1, épisode 7 L'Homme d'acier (Tin Can Man) d'Earl Bellamy : M. Balding
- 1965-1969 : Les Aventuriers du Far West (Death Valley Days)
  - Saison 13, épisode 14 A Bell for Volcano (1963) de Lee Sholem : Floyd Webster
  - Saison 14, épisode 17 The Fight San Francisco Never Forgot (1966) de Bud Townsend : Peter Ogden
  - Saison 15, épisode 8 Samaritans, Mountain Style (1966 : Lieutenant John C. Fremont) de Jean Yarbrough et épisode 11 The Hero of Apache Pass (1966 : Lieutenant Bascom) de Jean Yarbrough
  - Saison 16, épisode 2 Chicken Bill (1967 : George Hook) de Jack Hively et épisode 5 The Girl Who Walked the West (1967 : Meriwether Lewis) de Jean Yarbrough
  - Saison 17, épisode 21 How to Beat a Badman (1969) de Jack Hively : le sénateur William Stewart
  - Saison 18, épisode 2 Tracy's Triumph (1969) de Jean Yarbrough : Ben Frazier
- 1966 : Les Espions (I Spy), saison 2, épisode 10 Une de nos bombes a disparu (One of Our Bombs Is Missing) d'Earl Bellamy : Général Bennett
- 1969 : Opération vol (It Takes a Thief), saison 2, épisode 25 Échec (The Great Chess Gambit) de Jeannot Szwarc : le général
- 1969 : The Bold Ones: The New Doctors, saison 1, épisode 4 Man Without a Heart de Jack Starrett : Slidell